# Валериан (Стефанович)
Епи́скоп Валериа́н (серб. Епископ Валеријан, в миру Васи́лие Стефа́нович, серб. Василије Стефановић; 15 (28) июня 1908, Лешница, Королевство Сербия — 23 октября 1976, Крагуевац) — епископ Сербской православной церкви, епископ Шумадийский.

## Биография
Родился 15 (28) июня 1908 года в Великой Лешници у Подрињу у скромной семье торговцев Милорада и Катарины Стефанович.
Начальную школу окончил в родном месте, шесть классов гимназии — в Шапце в 1925 году, курс семинарии Святого Саввы в Сремских Карловцах в 1931 году, а Богословский факультет Белградского университета — в 1935 году. Как студент теологии был стипендиатом епископа Банатского доктора Георгия (Летича).
26 декабря 1936 года поставлен суплентом Второй мужской гимназии в Белграде. Професорский экзамен прошёл в феврале 1939 года и в этом качестве остался до избрания епископом епископа.
В Четвёртую неделю Великого поста 1938 года игумен Леонтий (Павлович), настоятель монастыря Врдника постриг его в монашество по чину «одеяния рясы и камилавки» с наречением имени Валериан.
На Благовещение в том же году рукоположён в сан диакона викарным епископом Сремским Саввой (Трлаичем).
1 сентября 1940 года рукоположён в сан иеромонаха епископом Моравичским Арсением (Брадваревичем).
11 декабря 1940 года на чрезвычайном заседании Священного Архиерейского Собора, иеромонах Валериан был избран викарным епископом Будимлянским. Епископ Валериан был последним епископом Сербской православной церкви, избрание которого было утверждено королевским наместником от имени малолетнего короля Петра II.
26 января 1941 года в Соборной Церкви Белграда состоялась его епископская хиротония, которую совершили Патриарх Сербский Гавриил V, митрополит Кишинёвский Анастасий (Грибановский) (Русская православная церковь заграницей) и епископ Тимокский Емилиан (Пиперкович).
Епископ Валериан остался викарным епископом на протяжении всей Второй мировой войны, заботясь о беженцах и священниках и выполняя все другие обязанности, возложенные на него от патриархом Гавриилом.
20 мая 1947 года избран епископом Шумадийским.
В 1947—1949 годы временно управлял Жичской епархией.
Скончался 23 октября 1976 года в Крагуевце.
В 2016 году вышла биографическая книга о нём: «Валеријан Стефановић, викарни Епископ будимљански и први Владика шумадијски».